# Фролова, Идея Николаевна
Идея Николаевна Фролова (6 апреля 1924, Благовещенск — 9 ноября 2015, Барнаул) — конструктор двигателей для бронетанковой техники, лауреат Ленинской премии 1967 года.
Окончила Алтайский машиностроительный институт по специальности «Двигатели внутреннего сгорания» (1946).
С 1946 года работала на Барнаульском заводе транспортного машиностроения (Завод № 77, «Трансмаш»): инженер-конструктор, начальник конструкторского бюро Отдела Главного конструктора (ОГК), с 1958 г. заместитель начальника Особого конструкторского бюро (ОКБ), с 1973 по 1984 год — заместитель главного конструктора завода.
С 1984 года на пенсии.
Являлась одним из главных участников разработки и постановки на производство семейства унифицированных танковых двигателей (УТД) для бронетанковой техники легкой весовой категории (боевые машины пехоты БМП-1, БМП-3, десанта БМД и др.). Возглавляла работы по созданию специальных и гражданских модификаций двигателей семейства УТД.
Под руководством Б. Г. Егорова вместе с Олегом Александровичем Назаровым создала не имеющую мировых аналогов конструкцию двигателя внутреннего сгорания — дизеля, у которого на коренных шейках коленчатого вала устанавливались подшипники качения, а не скольжения.
За создание базового двигателя семейства УТД-20 и его постановку на производство в 1967 году присуждена Ленинская премия.
Награждена орденами и медалями.